# Пизарру, Родригу Пинту
Родригу Пинту Пизарру Пиментель де Алмейда Карвалье (порт. Rodrigo Pinto Pizarro Pimentel de Almeida Carvalhais; 1788, Вилар-де-Масада — 1841, Вилар-де-Масада), первый и единственный барон Рибейра де Саброса — португальский военный и политик, занимавший пост премьер-министра Португалии.
Участвовал в либеральном восстании Мараньяна 1821-1822 годов. Он был предъявителем ультиматума Изабелле Марии, принуждающего к присяге Хартии в 1826 году. Избранный депутатом в 1834 году, он не занял места, потому что кортесы аннулировали выборы; в 1837 году он снова стал депутатом. Он был одним из основателей Патриотического общества Лисбонета 9 марта 1836 года. Он занимал должности премьер-министра, военного министра и министра иностранных дел с 18 апреля по 26 ноября 1839 года, в последнем полностью септембристском правительстве. Наконец, он был избран сенатором в 1838 и 1840 годах. Он также занимал должность гражданского губернатора округов Вила-Реал (1835) и Браганса (1836).
Он получил баронство указом от 22 сентября 1835 года от королевы Марии II.